# 잔나 난니니
잔나 난니니(Gianna Nannini, 1954년 6월 14일 ~ )는 이탈리아의 가수이다.